# Boule bernerienne
La boule bernérienne est un jeu de boules pratiquée dans la commune de La Bernerie-en-Retz, située à 40 kilomètres de Nantes, sur la côte Atlantique (en Loire-Atlantique, région Pays de la Loire). C’est une variante unique du jeu de boule nantaise, avec des règles fixées et très précises.
Le jeu de la boule bernérienne est répertorié à l’Inventaire du patrimoine culturel immatériel en France,.

## Historique
La commune de La Bernerie-en-Retz comptait à l’origine quatre jeux de boule nantaise répartis dans les cafés du village. Mais face à la fermeture successive de ces lieux de rencontre et les jeux laissés en désuétudes faute d’entretien, un petit nombre de passionnés ont décidé de créer une association des « Amis de la boule bernérienne » dans un des cafés restants. Ce fut finalement un terrain appartenant à la mairie qui leur fut proposé. Dès lors, toutes ces petites particularités donnèrent à la boule nantaise de La Bernerie-en-Retz une véritable identité. Depuis que les statuts furent déposés en 1985, le jeu de boule ne cesse d’attirer les foules et le nombre de passionnés ne cesse de s’agrandir.

## La boule bernérienne
Le but du jeu de la boule bernérienne est de rapprocher ses propres boules le plus près possible du « petit », une petite boule lancée auparavant sur le terrain dans une zone précise. Une partie hors concours se joue en 9 points gagnants. 
L’aire de jeu est légèrement incurvée et le sol est composé de sable tamisé déposé sur de l’argile. Elle mesure 21,5 de long pour 3 mètres de large. Les boules, au nombre de 3 par joueur dans le cas d’une doublette (deux contre deux), ou 2 par joueur si c’est une triplette (trois contre trois), sont en résine et pèsent un peu plus d’un kilo. 
Les boules doivent toujours rouler, dès le moment où elle est lâchée par le joueur au niveau de son pied d’appui. La position du joueur au moment de lâcher sa boule est très précise et codifiée. La boule ne doit en aucun cas être lancée.